# Zwavelchemie
Zwavelchemie is het vakgebied binnen de scheikunde dat zich toespitst op de studie van eigenschappen en verbindingen van het chemisch element zwavel. De elektronenconfiguratie van zwavel (symbool S) is [Ne]3s23p4 en dat zorgt ervoor dat het element een rijke verzameling oxidatietoestanden kan aannemen. (-2, -1, 0, +2, +4, +6) en zowel als oxidator en als reductor kan optreden. Zwavelverbindingen kunnen daarom in een aantal groepen onderscheiden worden.

## Oxidatietoestand −2
Optredend als oxidator kan een zwavelatoom twee elektronen opnemen en het sulfide ion S2− vormen met een configuratie  [Ne]3s23p6 ofwel [Ar]. Koolstofdisulfide CS2 is een apolaire, vluchtige vloeistof, terwijl diwaterstofsulfide H2S een giftig gas is met een geur van rotte eieren. Opgelost in water vormt het een zwak zuur. Met vele metalen vormt zwavel sulfiden, die als de zouten van dit zuur beschouwd kunnen worden. Vele mineralen horen tot deze categorie, bijvoorbeeld galena PbS of chalcopyriet CuFeS2. Behoudens die van de alkalimetalen zijn sulfiden in de regel slecht oplosbare zouten.
- kopersulfiden

## Oxidatietoestand −1
Indien slechts één elektron wordt opgenomen wordt de configuratie  [Ne]3s23p5. Dit is dezelfde configuratie als chloor (Cl) en evenals dit element vormt zwavel in deze toestand vaak disulfide paren 2S− ⇒ (S2)2−. Mineralen als pyriet en marcasiet (beide FeS2) behoren tot deze groep.
Oplossingen van sulfiden (van natrium bijvoorbeeld) kunnen zwavel oplossen onder vorming van het disulfide ion. Ook hogere polysulfide ionen zoals (S4)2− kunnen daarbij gevormd worden. De gemiddelde oxidatie toestand benadert dan de waarde nul.

## Oxidatietoestand +4
De configuratie  [Ne]3s2 komt voor in zwaveldioxide SO2 dat gevormd wordt door verbranding van zwavel of zwavelhoudende brandstoffen. Het is een belangrijke vorm van milieuverontreiniging. Het gas is oplosbaar in water en vormt daar het instabiele en vrij zwakke zwaveligzuur H2SO3. De zouten van dit zuur heten sulfieten, deze zouten zijn wel stabiel. In het milieu kan vierwaardig zwavel omgezet worden in de zeswaardige vorm.

## Oxidatietoestand +6
Wanneer zwavel zes elektronen afgeeft, bijvoorbeeld als het geoxideerd wordt door zuurstof of fluor neemt het de edelgas configuratie [Ne] aan. Veel van deze stoffen zijn agressieve oxidatoren die met omzichtigheid behandeld moeten worden, hoewel veel sulfaten vrij onschuldig zijn. Voorbeelden zijn: 
- zwaveltrioxide SO3
- zwavelzuur H2SO4
- sulfaten, zouten van zwavelzuur:
  - kopersulfaat CuSO4
  - natriumsulfaat (glauberzout) Na2SO4
- zwavelhexafluoride SF6.

## Organische zwavelverbindingen
Er zijn bijzonder veel organische verbindingen die zwavel bevatten dat covalent aan een koolstofskelet gebonden is:
- Een thiol: R-SH is een zwavel analoog van een alcohol R-OH
- Een organisch sulfide R-S-R is vergelijkbaar met een ether R-O-R
- R-SO3H, vergelijkbaar met R-COOH
- Sulfoxiden
- Cyclische verbindingen, zoals thiiraan, thietaan, thiaan en dithiaan
- Heterocyclische aromatische verbindingen met zwavel, zoals thiofeen en thiazool